# William Joseph Simmons
William Joseph Simmons (6. maj 1880 – 18. maj 1945) var grundlæggeren af det andet Ku Klux Klan natten på Thanksgiving 1915.

## Fodnoter
1. ↑  "The 20th Century Ku Klux Klan in Alabama". Alabama Department of Archives and History. Arkiveret fra originalen 15. november 2017.